# Somasso
Somasso is een gemeente (commune) in de regio Ségou in Mali. De gemeente telt 11.000 inwoners (2009).
De gemeente bestaat uit de volgende plaatsen:
- Kadiala I
- Kadiala II
- M'Pètionna I
- M'Pètionna II
- Somasso